# Wspólnota administracyjna Holzheim
Wspólnota administracyjna Holzheim – wspólnota administracyjna (niem. Verwaltungsgemeinschaft) w Niemczech, w kraju związkowym Bawaria, w rejencji Szwabia, w regionie Augsburg, w powiecie Dillingen an der Donau. Siedziba wspólnoty znajduje się w miejscowości Holzheim.
Wspólnota administracyjna zrzesza jedną gminę targową (Markt) oraz dwie gminy wiejskie (Gemeinde): 
- Aislingen, gmina targowa, 1 342 mieszkańców, 19,35 km²
- Glött, 1 083 mieszkańców, 10,99 km²
- Holzheim, 3 720 mieszkańców, 40,87 km²